# Rio Azul (vattendrag i Brasilien, Paraná, lat -24,23, long -53,75)
Rio Azul är ett vattendrag i Brasilien.   Det ligger i delstaten Paraná, i den södra delen av landet, 1 100 km sydväst om huvudstaden Brasília.
Trakten runt Rio Azul består till största delen av jordbruksmark. Runt Rio Azul är det ganska glesbefolkat, med 43 invånare per kvadratkilometer.